# Arruade
Arruade ou Arvade (em árabe: أرواد; romaniz.: Arwad) é uma cidade da Síria, localizada na ilha de mesmo nome no mar Mediterrâneo, a 3 quilômetros da costa, que é ocupada totalmente pela vila de mesmo nome.

durante o censo de 2004, tinha uma população de 4 403.

## História
Conhecida nos textos clássicos como Arado (em latim: Aradus), a cidade teve seus próprios reis, assim como as demais cidades da Fenícia, até a chegada dos persas. Ela manteve o mesmo tipo de governo durante o período persa, macedônio e romano.
A cidade prosperou durante o período Selêucida: quando Seleuco Calínico e seu irmão Antíoco Hierax entraram em conflito, a cidade ficou do lado de Seleuco, e se tornou uma cidade de refúgio. Por este acordo, a cidade estava autorizada a receber quem pedisse asilo, e não seria obrigada a entregar o refugiado, mas este não poderia sair da cidade sem a permissão do rei. Assim, a cidade recebeu várias figuras importantes, que depois se lembraram da hospitalidade; assim, Arado passou a controlar uma grande área no continente, que continuou sob seu controle até a época de Estrabão.